# Peter McDermott
Peter McDermott (* 11. Dezember 1944 in Geelong; † 26. Juli 2013) war ein australischer Radrennfahrer und nationaler Meister im Radsport.

## Sportliche Laufbahn
Er war Teilnehmer der Olympischen Sommerspiele 1968 in Mexiko-Stadt. Im olympischen Straßenrennen schied er aus. Im Mannschaftszeitfahren wurde McDermott gemeinsam mit Donald Wilson, Kevin Morgan und Dave Watson als 14. klassiert.
Die nationale Meisterschaft im Straßenrennen der Amateure gewann er 1967 vor Kevin Morgan.